# Espèce de comptine
L'Espèce de comptine est une mélodie française pour voix et piano de la compositrice Claude Arrieu, écrite en 1959.

## Contexte et création
Claude Arrieu compose son Espèce de comptine en 1959 sur un texte de Maurice Fombeure extrait de son recueil Arentelles. L'œuvre est publiée chez Amphion en 1969.